# Günter A. Richter
Günter A. Richter (* 26. März 1927 in Berlin; † 22. August 2014 in Rottach-Egern) war ein deutscher Kunsthändler, Autor, Herausgeber und Verleger.

## Leben und Werke
Richter war Mitarbeiter der Berliner Zeitung ab 1945 und ab 1946 der Zeitschrift Ulenspiegel. 1960 gründete er eine Werbeagentur und wurde geschäftsführender Gesellschafter dieser Werbeagentur in Stuttgart. Er begann mit dem Aufbau einer Kunstsammlung mit Arbeiten auf Papier. 1972 folgte die Gründung des Kunstkabinetts in Stuttgart. Dort erfolgte die Aufarbeitung des Künstlernachlasses von G. B. R. van Hoboken (1893–1971), erste Publikation über den verschollenen Berliner Maler und Graphiker sowie die Organisation von vier Einzelausstellungen. Außerdem erfolgte die Aufarbeitung des Nachlasses von Jeanne Mammen und Ludwig Kainer.
1973 gründete er die Edition G. A. Richter in Stuttgart als Verlag für signierte Original-Graphiken internationaler Künstler, die seit 1983 ihren Sitz in Rottach-Egern hat. In den 1970er und 1980er Jahren erfolgten Aufarbeitung und Herausgabe des unveröffentlichten graphischen Werkes von Christian Schad in Zusammenarbeit mit dem Künstler. Zu der Edition gehören Handpressendrucke bedeutender Werkstätten auf ausgewählten Büttenpapieren und handgeschöpften Japanpapieren – Einzelblätter, Mappenwerke, Kassetten, bibliophile Ausgaben sowie Portfolios der Schadographien. Richter hat in der Edition mit namhaften Kunsthistorikern und Autoren zusammengearbeitet.
Richter war seit 1974 eng mit Christian Schad befreundet. Er war maßgeblich an dessen deutscher „Wiederentdeckung“ beteiligt und ermöglichte die ersten großen Retrospektiven Schads 1980 in der Staatlichen Kunsthalle Berlin und die zweite 1997 im Kunsthaus Zürich  mit Folgestationen in der Städtischen Galerie im Lenbachhaus München sowie der Kunsthalle Henri und Eske Nannen in Emden. Dazu kamen vierzig Einzelausstellungen in Städtischen Galerien durch seine Ehefrau Marie-Luise Richter. An der Art Basel 1976 und 1977 nahm er mit je einer One-Man-Show von Christian Schad sowie einer One-Man-Show am Intern. Kunstmarkt Düsseldorf 1976 teil.
Zugleich erfolgte der Aufbau des Christian-Schad-Archivs. Dieses kam 2017 nach Miesbach, wo es nun der Öffentlichkeit zugänglich gemacht ist.
Günter A. Richter starb 2014 in Rottach-Egern, wo er mit seiner Frau seit 1983 lebte und arbeitete.

## Werke
- G. B. R. van Hoboken. Die Auffindung eines Nachlasses und die Entdeckung eines verschollenen Expressionisten. Stuttgart 1973, Ausstellungskatalog
- Jeanne Mammen. Stuttgart 1974, Ausstellungskatalog
- Christian Schad – Zeichnungen und Legenden 1918–1977. Mit Biographie und Ausstellungsverzeichnis. Rottach-Egern 1990. ISBN 3-923265-05-0
- Christian Schad – Druckgraphiken und Schadographien 1913–1981. Mit Biographie, Ausstellungsverzeichnis und Bibliographie. Rottach-Egern 1997 und 2001. ISBN 3-923265-08-5
- Christian Schad Monographie. Die erste umfassende Monographie zu Werk und Leben des Künstlers (Bd. 1). Mit einführenden Texten und 120 Legenden. Ergänzt um Biographie, Bibliographie und ein Verzeichnis der Einzel- und Themenausstellung. Rottach-Egern 2002. ISBN 3-923265-09-3
- Christian Schad. Texte, Materialien und Dokumente (Bd. 2), Hrsg. Günter A. Richter. Mit erweiterter Biographie, Register zu Bd. 1 und Bd. 2. Autoren u. a.: Christian Schad, Günter A. Richter, Elisabeth Bronfen, Lothar Klünner, Anja Eichler, Max Osborn, Wieland Schmied, Giovanni Testori. Rottach-Egern 2004. ISBN 3-923265-11-5

## Editionen
- Ödipiade oder Sorgen eines Engagierten. Ein Höhepunkt im Graphischen Werk Schads. Mappenwerk mit einer Folge von 7 sign. Radierungen 1967 und einem Text Christian Schads. Auflage 36 Mappen. Stuttgart 1975
- Hommage à Dada. Der Gruß Christian Schads zu Dadas 60. Geburtstag. An die Idee der unbegrenzten Freiheit. Portfolio mit 10 sign. vom Künstler ausgewählten Schadographien (Photogrammen) und der Radierung Dada 1916–1976. Auflage 90 Portfolios. Stuttgart 1976
- Orbis sensualium pictus. Der einzige Querschnitt durch das Œuvre 1915–1975. Kassette mit 18 sign. graphischen Arbeiten in unterschiedlichen Techniken. Auflage 38 Kassetten. Stuttgart 1976
- Schadiana. 3 sign. Hauptblätter aus dem Graphischen Œuvre. Auflage 40 Mappen. Stuttgart 1978
- Gaspard de la nuit. Portfolio mit 20 sign. Schadographien (Photogrammen) zu den Prosagedichten Aloysius Bertrand und 1 sign. Radierung Scarbo, Er und Ich. Beigelegt das Textbuch der Prosagedichte in der Übersetzung Christian Schads. Bibliophiler Luxusdruck. Auflage 40 Portfolios. Stuttgart 1980
- Zehn Studien zu Aloysius Bertrand. Portfolio mit 10 sign. Schadographien (Photogrammen) zu den Prosagedichten Aloysius Bertrand als Variationen. Auflage 20 Portfolios. Stuttgart 1978
- Viola d’amore. Eine kleine Sammlung früher italienischer Gedichte mit 5 sign. Radierungen als lose Beilage. Auflage 100 Mappen. Stuttgart 1980
- Edition weiterer 25 Einzelblätter außerhalb der Mappenwerke. Stuttgart 1976 bis 1981